# Fu Shiren
Fu Shiren (en chinois : 傅士仁, pinyin : Fù Shìrén ; né en 182 ; mort en 222 ？) était un général chinois sous la gouverne du seigneur de guerre Liu Bei lors de la fin de la dynastie Han et qui joignit les rangs du royaume de Wu lors de l'époque des Trois Royaumes en Chine antique. Il avait pour prénom social Junyi (君義, Jūnyì).

## Biographie
En l’an 219, étant subordonné de Guan Yu, il fut à la tête de l’avant-garde avec Mi Fang afin de mener une attaque sur la ville de Fancheng. Cependant, ils causèrent par négligence un feu dans leur propre camp et Guan Yu les fit battre en guise de représailles, évitant de près la peine capitale. Fu Shiren fut ensuite envoyé défendre Gong’an. Sous l’invitation de son vieil ami Yu Fan et sentant venir d’autres sévères représailles de la part de Guan Yu, il décida de changer d’allégeance en livrant Gong’an à Sun Quan. Il convainquit également Mi Fang de se soumettre aux Wu, à la suite de l'invitation de son ami Yu Fan.
En l’an 222, peu avant la bataille de Yiling, craignant la mutinerie de la part de ses hommes, il assassina Ma Zhong avec Mi Fang et alla rejoindre à nouveau Liu Bei. Toutefois Liu Bei accueillit très mal leur défection et ordonna à Guan Xing d’exécuter les deux hommes afin de venger la mort de Guan Yu.